# Concertino

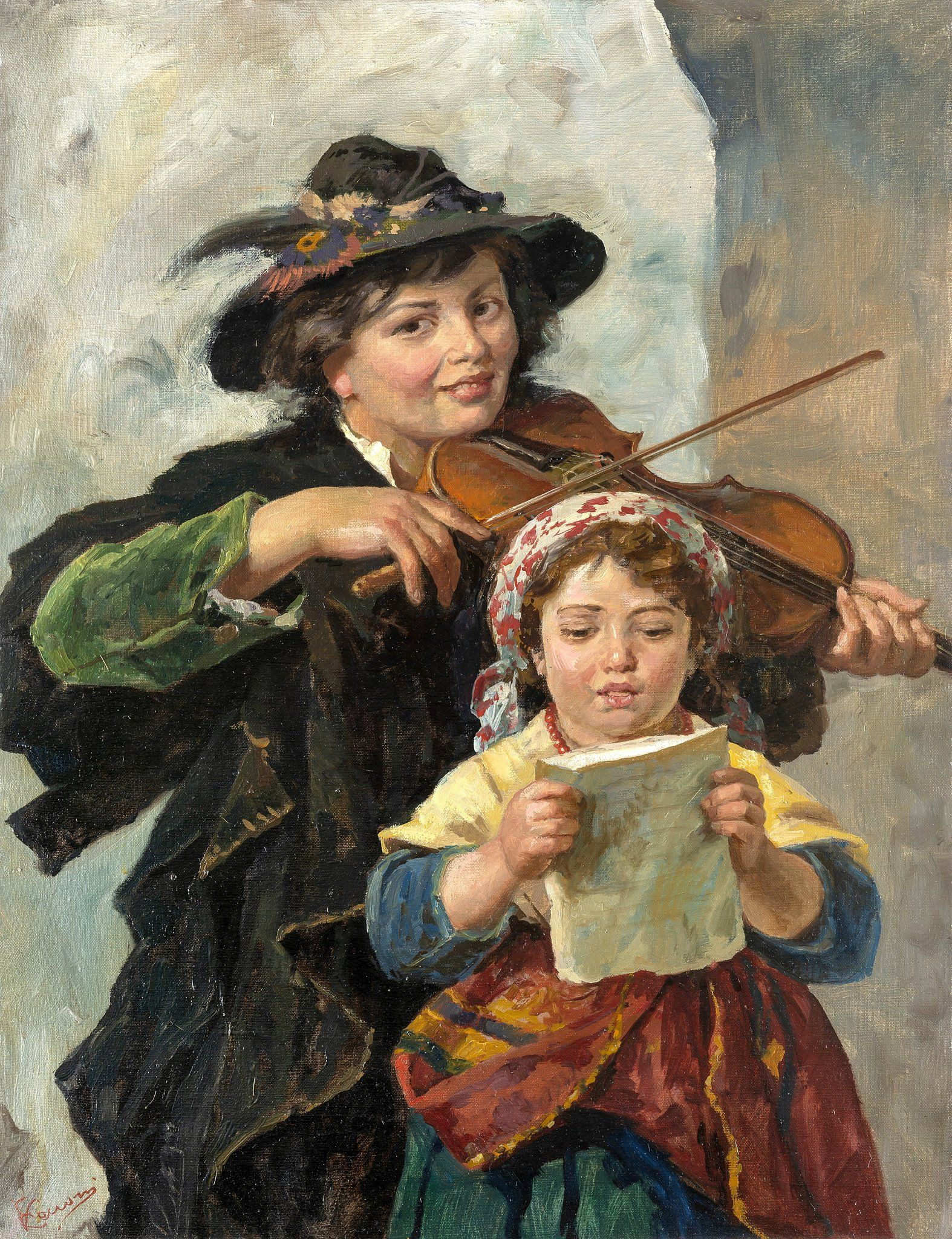
Un quadro ottocentesco che rappresenta due bambini che suonano un concertino

Nell'ambito della forma del concerto grosso, il concertino o soli è il gruppo degli strumenti solisti che si contrappone al concerto grosso o tutti, ovvero al resto dell'orchestra, e vi dialoga in stile concertato creando contrasti dinamici. In alcuni concerti del periodo più arcaico, per esempio in quelli di Alessandro Stradella, il concertino taceva mentre suonava il concerto grosso, mentre fu di successivo uso comune che il concertino partecipasse anche a gran parte dei tutti orchestrali, talvolta suonando all'unisono con l'orchestra, più raramente differenziandosene. In linea generale, essendo più ridotto, il concertino ha parti più virtuosistiche. Il concertino può anche essere presente in concerti e sinfonie concertanti. Nella breve epoca d'oro del concerto grosso, cioè approssimativamente tra il 1680 ed il 1730, l'organico più tipico del concertino era formato, come nella sonata a tre, da due violini e basso continuo, ma poteva anche variare, aggiungendo una o più viole, come nella produzione di Georg Muffat, Francesco Geminiani o Giuseppe Valentini, altri violini - ancora Valentini - e fiati, come in Georg Friedrich Händel. In Italia il concertino era spesso di archi, mentre in Germania di strumenti a fiato. Per estensione, il concertino è andato anche a definire le sezioni di un concerto grosso - inteso come composizione - in cui i solisti sono soli. In tutte le lingue viene usata la designazione italiana, in quanto originale, e da questo primo uso del termine deriva il fatto che in spagnolo e in catalano concertino sia sinonimo di primo violino.
Il concertino, in tedesco Konzertstück, è anche una composizione con caratteristiche simili al concerto, ma più breve e libera. Nel XIX secolo si presentava affine a un concerto solista in un solo movimento o in più tempi senza pausa fra di loro, ma, appunto, ridotto rispetto a esso. Carl Maria von Weber compose un concertino per clarinetto e orchestra (op. 26) ed uno per corno e orchestra (op. 45), ma rientrano nella categoria, per estensione, anche le due romanze di Ludwig van Beethoven Op. 40 e Op. 50. Nel XX secolo diventa una composizione in più movimenti, normalmente con uno strumento solista, di breve durata, o almeno più breve di quella di un concerto canonico, e destinata a un organico contenuto. Gli strumenti prediletti per i concertini sono il violino, la viola, il violoncello, il contrabbasso, il flauto dolce soprano, l'oboe, il flauto traverso e il pianoforte, mentre la struttura usuale riprende la classica tripartizione dei concerti: tempo veloce–tempo lento–tempo veloce. A quest'ultima forma appartengono il Concertino per clarinetto e piccola orchestra, Op. 48 di Ferruccio Busoni, il Concertino per pianoforte e orchestra di Arthur Honegger, il Concertino per trautonium e archi di Paul Hindemith. Anche Igor Stravinskij compose un concertino, in un unico movimento, per quartetto d'archi, poi trascritto per dodici strumenti.
Il termine concertino viene usato anche dalla S.I.A.E. per indicare i trattenimenti musicali in luoghi dove la musica è accessoria ad altre attività. Si contrappone, in tal senso, al concerto di musica classica o jazz.

## Concertini famosi
- Luciano Berio: Concertino per clarinetto, viola, arpa, celesta e archi (1949)
- Cécile Chaminade: Concertino per flauto e orchestra in re maggiore, Op. 107 (1902)
- Ferdinand David: Concertino per trombone e orchestra, Op. 4 (1838)
- Hossein Dehlavi: Concertino per santur e orchestra (1963)
- Lorenzo Ferrero:
  - Three Baroque Buildings, concertino per tromba, fagotto e orchestra d'archi (1997)
  - Rastrelli in Saint Petersburg, concertino per oboe e orchestra d'archi (2000)
  - Two Cathedrals in the South, concertino per tromba e orchestra d'archi (2001)
  - Guarini, the Master, concertino per violino e orchestra d'archi (2004)
- Gilad Hochman: Concertino per orchestra d'archi e flauto obbligato (2003)[4]
- Leoš Janáček: Concertino per pianoforte e ensemble da camera, JW VII/11 (1925)
- Julius Klengel:
  - Concertino n. 1 in do maggiore per violoncello, Op. 7 (1885)
  - Concertino n. 2 in sol maggiore per violoncello e pianoforte, Op. 41 (1904)
  - Concertino n. 3 in la minore per violoncello e pianoforte, Op. 46 (1909)
- Bohuslav Martinů: Concertino per trio con pianoforte e orchestra d'archi (1933)
- Toshiro Mayuzumi: Concertino per xilofono e orchestra (1965)
- Sergej Sergeevič Prokof'ev: Concertino per violoncello in Sol minore, Op. 132 (1952)
- Dmitrij Šostakovič: Concertino in la minore per due pianoforti, Op. 94 (1953)
- Igor Stravinskij:
  - Concertino per quartetto d'archi (1920)
  - Concertino per piccolo ensemble, arrangiamento del precedente (1953)
- Carl Maria von Weber:
  - Concertino in mi bemolle maggiore per clarinetto e orchestra, Op. 26 (1811)
  - Concertino in mi minore per corno e orchestra, Op. 45, J. 188 (1815)
  - Konzertstück in fa minore per pianoforte e orchestra, Op. 79, J. 282 (1815-1821)[5]

### Pezzi in forma di concertino
- Robert Schumann:
  - Konzertstück per quattro corni e orchestra, Op. 86 (1849)
  - Introduzione e allegro appassionato per pianoforte e orchestra, Op. 92 (1849)
  - Introduzione e allegro per pianoforte e orchestra, Op. 134 (1853)